# Jonisk orden
Den joniske orden inden for den antikke arkitektur blev udviklet i Grækenland omkring år 600 f.Kr. Søjleordenen er kendetegnet ved kapitæler (søjlehoveder) med spiraler.
Selve søjlen er cylindrisk eller let konveks med riller (kanneleringer) hele vejen rundt fra søjlefoden til søjlehovedet. De joniske søjler symboliserer visdom, idet volutterne (spiralerne i toppen) symboliserer en skriftrulle. De blev oftest placeret ved indgangen til græske templer.
Senere benyttedes søjlerne ofte på rådhuse, domhuse og lignende.